# Gottfried III. (Joinville)
Gottfried III., genannt der Alte (franz.: Geoffrey III.; † 1188) war Herr von Joinville und Seneschall von Champagne.

## Leben
Gottfried war ein enger Vertrauter und Vasall der Grafen von Champagne. 1147 nahm er gemeinsam mit seinem Lehnsherren, Graf Heinrich I. am zweiten Kreuzzug teil. In dieser Zeit wurde er auch zum Seneschall des Grafen ernannt. 
Ganz im Gegensatz zu seinen Vorfahren galt Gottfried III. gegenüber der Kirche als wohlgesinnt und freigiebig, stritt aber erfolgreich mit Erzbischof Heinrich von Reims, als dieser zögerte, Gottfrieds Bruder, Gudio, zum Bischof von Châlons zu machen. Im Jahr 1163 ließ er innerhalb seiner Schlossanlage in Joinville die Stiftskirche St. Laurent, die spätere Grablege der Herren von Joinville errichten, die, so wie das Schloss, während der französischen Revolution niedergerissen wurde. 
Mit Gottfried III. stieg die Familie derer von Joinville zu höchster Noblesse der Champagne auf. Das Amt eines Seneschalls der Grafschaft war seit ihm in der Familie faktisch erblich.

## Ehe und Nachkommen
Gottfried erneuerte eine alte familiäre Bande zu den Grafen von Brienne, indem er Felicitas, eine Tochter Graf Érards I., heiratete. 
Aus dieser Ehe gingen hervor:
- Gottfried IV. († 1190), Herr von Joinville, Seneschall von Champagne
- Waseler/Vaslerum (?)
- Gertrude ⚭ Gerhard II., Graf von Vaudémont († nach 1181)
- Guillemette, Äbtissin von Avenay (Vaterschaft nicht gesichert)